# USS LST-844
O USS LST-844 foi um navio de guerra norte-americano da classe LST que operou durante a Segunda Guerra Mundial.